# Katarzyna Niewiadoma
Katarzyna Niewiadoma, född 29 september 1994 i Limanowa, är en polsk professionell landsvägscyklist.

## Karriär
Niewiadoma har cyklat professionellt sedan 2013. Bland hennes meriter kan nämnas brons i linjeloppet vid världsmästerskapen i cykling 2021. År 2023 placerade hon sig på tredje plats i Tour de France där hon tog hem bergstävlingen. År 2024 vann hon La Flèche Wallonne. Hon tog även hem totalsegern i damernas upplaga av Tour de France 2024.